# Неос Ано Агиос Йоанис
Неос Ано Агиос Йоанис (на гръцки: Νέος Άνω Άγιος Ιωάννης) е село в Северна Гърция, в дем Катерини, област Централна Македония.

## География
Неос Ано Агиос Йоанис е разположено северно от град Катерини в Пиерийската равнина.

## История
Селото е основано от жители на Ано Агиос Йоанис. Регистрирано е за пръв път в 1991 година.
| Година    | 1913 | 1920 | 1928 | 1940 | 1951 | 1961 | 1971 | 1981 | 1991 | 2001 | 2011 | 2021 |
| --------- | ---- | ---- | ---- | ---- | ---- | ---- | ---- | ---- | ---- | ---- | ---- | ---- |
| Население |      |      |      |      |      |      |      |      | 23   | 35   | 34   | 41   |